# Lösenord (datorspel)
Ett lösenord, eller kod, är en mekanism i enklare dator- och TV-spel som gör att användaren kan avbryta spelandet och återuppta det vid ett senare tillfälle utan att behöva börja om från början av spelet.
I spel med rent linjär handling kan spelet visa upp ett lösenord vid slutet av varje bana eller efter andra kritiska moment i spelet, och inmatning av lösenordet när spelet startas vid ett senare tillfälle innebär då att spelet startas från denna punkt. I ett spel med icke-linjär eller bara delvis linjär handling, där spelaren samlar på sig objekt och erfarenheter, måste lösenordet baseras på en algoritm som kodar in denna information (exempelvis hur många guldmynt och hur många pilbågspilar spelaren har, om spelaren har eller inte har vart och ett av spelets tänkbara objekt samt eventuellt även om spelaren utfört vissa aktiviteter, träffat vissa datorstyrda rollfigurer etcetera) i själva lösenordet. Algoritmen med vilken denna information kodas är vanligen hemlig, för att användare inte skall kunna fuska genom att skriva egna lösenord och därmed tilldela sig själva fördelar.
Den stora fördelen med ett lösenordssystem (gentemot ett system där datorn lagrar användarens tillstånd och läser in tillståndet nästa gång spelet startas) är att datorn/spelkassetten inte behöver utrustas med något lagringsmedium. Den stora nackdelen är att mängden data som kan återställas är synnerligen begränsad om inte lösenordet skall bli ohanterligt långt.
Ett av de första spel med lösenordssystem som fick stor spridning var boxningsspelet Punch Out för Nintendo Entertainment System. Matcherna i spelet var indelade i tre grupper med ökande svårighetsgrad, och lösenordet innehöll information om vilken av de tre grupperna man hade klarat av, samt vilket antal man hade vunnit respektive förlorat under spelets gång.